# Bataille du col de Chellata
Conquête de l'Algérie par la France
Batailles
- Dellys (1830) (en)
- Sidi-Ferruch (1830)
- Staoueli (1830)
- Sidi Khalef (1830)
- Alger (1830)
- Blida (1830)
- Oran (1831)
- Bône (1832)
- 1re Bougie (1833)
- 2e Bougie (1835)
- 1re Constantine (1836)
- 2e Constantine (1837)

- Kheng-Nettah (1832)

- Sig (1835)
- Macta (1835)
- Mascara (1835)
- Habrah (1835)
- Tlemcen
- Sikkak (1836)
- Somah
- Dellys (1837) (en)

- Portes de Fer (1839)
- Mazagran (1840)
- Afroum
- Mouzaïa (1840)
- Médéa
- Matamores de Bou-Chouicha (1840)
- Ammal (1840)
- La Smala (1843)
- Isly (1844)
- Dellys (1844) (en)
- Sidi-Brahim (1845)

- Sebaou
- Chellata
- Aït Aziz

- Zibans (1844)
- Zaatcha (1849)
- Nara (1850)
- Laghouat (1852)
- Mokrani (1871)

- 1re Hoggar (1902)
- Tit (1902)
- 2e Hoggar (1902)

- Ksar el-Azoudj (1903)
- Taghit (1903)
- El-Moungar (1903)

La bataille du col de Chellata est une bataille qui a opposé des troupes coloniales françaises, durant la campagne de Kabylie, à une confédération de tribus kabyles le 29 juin 1857. Le contexte était la conquête de la Kabylie par la France à laquelle s'opposèrent les kabyles, dirigés par Lalla Fatma N'Soumer.
La bataille se situe près du village de Mezeguene, qui fut détruit à cette occasion, dans l'actuelle commune de Illoula Oumalou. Les villageois ont fortifié le col mais ils sont écrasés par la supériorité des armes françaises.